# L'escriptor
L'escriptor (títol original en anglès, The Ghost Writer) és una pel·lícula britànica germanofrancesa dirigida per Roman Polanski i estrenada l'any 2010.	

## Argument
Un escriptor (Ewan McGregor) és contractat per completar les memòries d'un antic primer ministre britànic (Pierce Brosnan). Però, el biògraf anirà descobrint secrets que posaran en perill la seva pròpia vida, entre aquests que el polític va autoritzar tortures il·legals per ordres dels Estats Units.

## Comentaris
El rodatge va tenir lloc a Alemanya (Berlín, illa de Pellworm, Strausberg, Potsdam, illa de Sylt i Usedom) i a l'illa de Rømø de Dinamarca.
La postproducció de la pel·lícula va estar marcada per la detenció a Zúric de Roman Polanski el 27 de setembre de 2009, després d'un escàndol sexual que es remunta a l'any 1978.
L'al·lusió dels polítics protagonistes a Tony Blair i la seva dona multiplica la capacitat al·lusiva del film, que té entre els temes principals el paper de la influència estatunidenca en la política exterior anglesa, i per extensió d'Europa.

## Repartiment
- Ewan McGregor: l'escriptor
- Pierce Brosnan: Adam Lang, ex primer ministre
- Kim Cattrall: Amelia Bly
- Olivia Williams: Ruth Lang
- James Belushi: John Maddox
- Tom Wilkinson: Paul Emmett
- Timothy Hutton: Sidney Kroll
- Eli Wallach: home vell de la cabana a la platja
- Robert Pugh: Richard Rycart, ex ministre d'afers exteriors

## Premis
- Festival Internacional de Cinema de Berlín del 2010: Os de Plata a la millor direcció